# Dicaelotus erythrogaster
Dicaelotus erythrogaster är en stekelart som först beskrevs av Holmgren 1890.  Dicaelotus erythrogaster ingår i släktet Dicaelotus och familjen brokparasitsteklar. Arten är reproducerande i Sverige. Inga underarter finns listade i Catalogue of Life.